# Léonise Valois
Léonise Valois (nom de plume : Atala-Amanda ; 11 octobre 1868 à Vaudreuil dans la province de Québec au Canada - 20 mai 1936 à Montréal) est une femme de lettres.

## Biographie
Elle est la fille de Louis-Joseph-Avila Valois, médecin et érudit, et de Marie-Louise Bourque. Elle est plus proche de son père, qui est un érudit, que de sa mère qui a peu d'instruction. 
Faisant partie de la bourgeoisie de l'époque, Léonise est instruite. Elle a étudié au couvent de Beauharnois jusqu'à l'âge de 15 ans.
Après la mort de son père, Léonise Valois a dû subvenir aux besoins de ses frères et sœurs.  Pour ce faire, elle doit occuper deux emplois : fonctionnaire à l'Hôtel des Postes (Victoriaville) et journaliste.  
En 1899, Léonise Valois est engagée dans Le Monde illustré comme rédactrice d'une rubrique pour les femmes intitulée Au Coin du feu. Plus tard, elle signe la page Le Royaume des femmes du journal La Patrie. 
En 1910 son recueil de poésie Fleurs sauvages paraît aux éditions Beauchemin

## Prix
En 1934, Léonise Valois se mérite le premier prix au concours de poésie de la Société des poètes canadiens-français pour son recueil Fleurs Sauvages. 

## Fonds Léonise Valois
Un fonds fut constitué, en 1987, portant le nom de Léonise Valois, par Louise Warren, qui le remit en 2009 au centre d'archives de Montréal de Bibliothèque et Archives nationales du Québec. 